# 니콜라 모로 (배우)
니콜라 모로(프랑스어: Nicolas Moreau, 1974년 6월 28일 ~ )는 프랑스의 배우이다.

## 영화
- 원 네이션 (2018년)
- 샹송가수 바르바라 (2017년)
- 퍼스널 쇼퍼 (2016년)
- 버드 피플 (2014년)
- 생 로랑 (2014년)
- 라폴로니드: 관용의 집 (2011년)
- 레베카 H. (2010년)